# Nicolai Koch
Nicolai Koch er pianist i Oh No Ono, Choir Of Young Believers, og musikkerkollektivet Boom Clap Bachelors. Han har desuden produceret for blandt andre Nobody Beats The Beats.
Udgav i 2014 albummet Clean Spasms under kunstnernavnet PRE-Be-UN.

## PRE-Be-UN
PRE-Be-UN er[kilde mangler] et dansk indie-band[kilde mangler] dannet af Nicolai Koch i 2012. Bandets pladeselskab er Tambourhinoceros, hvor de har udgivet to[kilde mangler] album. Bandet består foruden Nicolai Koch, af Rasmus Todbjerg Larsen, John de Lira og Magnus Hylander Friis.[kilde mangler]